# Allopauropus distinctus
Allopauropus distinctus är en mångfotingart som beskrevs av Bagnall 1936. Allopauropus distinctus ingår i släktet småfåfotingar, och familjen fåfotingar. Inga underarter finns listade i Catalogue of Life.